# Labirinto (quadrinhos)
Labirinto é um romance gráfico brasileiro escrito e desenhado por Thiago Souto. O livro conta a história de dois amigos, Nico e Góreck, que vivem em um universo de sonhos que se molda às experiências e emoções dos personagens. Quando Nico desaparece, Góreck parte em busca do amigo e, durante a jornada, faz descobertas sobre a própria existência, sobre o amigo, sobre o mundo onde vivem e sobre as criaturas que o habitam. O livro foi financiado através de crowdfunding pela plataforma Catarse, sendo publicado pela editora Mino em 2017. No ano seguinte, ganhou o Prêmio Angelo Agostini na categoria "melhor lançamento". Em 2019, Labirinto foi lançado na Polônia pela editora Mandioca, com tradução de Marek Cichy.